# Station Zbydniów
Station Zbydniów is een spoorwegstation in de Poolse plaats Zbydniów.